# Leszek Poźniak
Leszek Stanisław Poźniak (ur. 1951 w Świętajnie) – polski inżynier i samorządowiec, prezydent Suwałk (1991–1994). 

## Życiorys
Ukończył studia na Wydziale Budownictwa Lądowego Politechniki Gdańskiej. Pracował m.in. w Suwalskiej Fabryce Mebli „Fadom” oraz spółce „Kolbet”, następnie przez kilka lat przebywał w Afryce Północnej (jako inżynier konstruktor w Algierii oraz wykładowca na Politechnice w Casablance). W 1991 objął obowiązki kierownika Wydziału Architektury Urzędu Miejskiego w Suwałkach. W tym samym roku został wybrany prezydentem miasta. Swoje obowiązki pełnił do 1994. 